# Halkosaari (ö i Södra Österbotten)
Halkosaari är en ö i Finland. Den ligger i sjön Sapsalampi och i kommunen Alavo i den ekonomiska regionen  Kuusiokunnat  och landskapet Södra Österbotten, i den sydvästra delen av landet, 260 km norr om huvudstaden Helsingfors. Öns area är 5,1 hektar och dess största längd är 0,5 kilometer i nord-sydlig riktning.